# Gyula Antalffy
Gyula Antalffy (n. 24 octombrie 1912, Karcag-) este un scriitor, jurnalist, istoric al culturii maghiar.